# Ricardo Luiz Pozzi Rodrigues
Ricardo Luiz Pozzi Rodrigues (São Paulo, 23 mei 1976) – alias Ricardinho – is een Braziliaans voormalig voetballer. De aanvallende middenvelder stond sinds september 2009 onder contract bij Clube Atlético Mineiro en was sinds 2000 een meervoudig Braziliaans international. Tijdens het WK 2002 speelde hij vier wedstrijden mee.
In 2005 werd Ricardinho door Placar uitgeroepen tot de meest gehate voetballer van Brazilië nadat professionals in de hoogste divisie van het Campeonato Brasileiro naar hun mening over collega's was gevraagd. Reden hiervoor zou de hechte relatie zijn die Ricardinho met de meeste van zijn clubtrainers onderhoudt en de kritische noten die hij kraakt, waardoor hij vaak gezien wordt als verrader.

## Carrière
Ricardinho begon zijn carrière in 1995 bij Paraná Clube. Zoals vele Brazilianen probeerde hij de overstap naar Europa te maken, maar het seizoen 1997/98 bij Bordeaux was geen groot succes. Ricardinho ging weer terug naar Brazilië en ging in zijn geboortestad voor Corinthians spelen. Na vier jaar maakte hij de overstap naar stadsgenoot São Paulo, hetgeen ook niet door iedereen werd gewaardeerd. Bij Sampa werd Ricardinho een belangrijke speler en dat bleef niet onopgemerkt. Een tweede Europees avontuur hing in de lucht, maar de stage die hij bij Middlesbrough aflegde resulteerde in een teleurstelling. In mei 2004 keerde Ricardinho weer terug naar Brazilië, deze keer om voor Santos uit te komen. In de laatste speelrondes van de competitie behaalde hij met spelers als Robinho, Alex en Deivid de Souza het landskampioenschap. Voor het seizoen 2006 keerde Ricardinho terug bij Corinthians.
Bij Corinthians was de eerder onomstreden Ricardinho vaak bankzitter. Speculaties doen de ronde dat Ricardinho zich in de eerste maanden van de competitie heeft gedrukt om fris op het WK 2006 te kunnen verschijnen, maar de speler zelf ontkent dit. De fans van Corinthians lieten in die periode regelmatig hun ongenoegen over de prestaties van de middenvelder blijken en vonden het nodig bondscoach Parreira te waarschuwen: Parreira, preste atenção, o Ricardinho não merece seleção! ('Pereire, pas op, Ricardinho verdient het nationale team niet'). Bondscoach Carlos Alberto Parreira negeerde die oproep en selecteerde de middenvelder voor het eindtoernooi in Duitsland.

## Erelijst
- Turkse beker: 2007
- Turkse Supercup: 2006
- Turkse beker: 2006
- Deelname aan WK: 2006
- Wereldkampioen: 2002
- Braziliaans kampioen: 1998, 1999 (Corinthians) en 2004 (Santos)
- Kampioen Paraná: 1995, 1996 en 1997 (Paraná Clube)
- Kampioen São Paulo: 1999 en 2001 (Corinthians)
- Braziliaanse beker: 2002 (Corinthians)